# Alchemilla ceroniana
Alchemilla ceroniana är en rosväxtart som beskrevs av Robert Buser. Alchemilla ceroniana ingår i släktet daggkåpor, och familjen rosväxter. Inga underarter finns listade i Catalogue of Life.